# Santa Coloma Sasserra
|  | Per a altres significats, vegeu «església de Santa Coloma Sasserra». |

Santa Coloma Sasserra és un poble rural al municipi de Castellcir, pertanyent a la comarca del Moianès. Antigament, però, la seva parròquia també abraçava una part dels actuals termes de Balenyà, Centelles i Moià.
És al sector nord del terme municipal de Castellcir, a prop del límit amb Collsuspina i Moià. El seu centre és l'església parroquial de Santa Coloma, al costat de la masia del Giol i de la Rectoria, en un pla carener entre la riera de Santa Coloma, a ponent, i el torrent de la Font del Pardal, a llevant. Al nord hi ha el Pla del Forn; al nord-est, la masia del Bonifet, i a llevant, a la vall del torrent del Soler, el Camp de la Terma.
Formen part d'aquest poble, a part de l'església i la rectoria propera, les masies de les Berengueres, el Bonifet, el Giol, Serracaixeta i la Torre de Serracaixeta, actualment dins del terme de Castellcir; les Closanes, les Comes de Santa Eugènia, el Gomar, Perers, els Plans del Toll, Puig-antic, el Toll i la Tuta, ara en el de Moià; Mirambell, el Soler de l'Espina i la Torre Estrada, en el de Balenyà, i el Corral de la Rovira, en el de Centelles. També en forma part la urbanització de la Penyora. Al segle xvii (1681) també s'esmenten les Cases de Serracaixeta.
També hi ha l'espectacular roure del Giol i, al sud-oest, les restes de la Domus de Santa Coloma.
Hi mena, des de Castellcir, a la cruïlla de les carreteres BV-1310 i BV-1342, el camí de Santa Coloma Sasserra, que en quatre quilòmetres de bon camí sense asfaltar duu fins al nucli d'aquesta parròquia rural, format per l'església, la casa del Giol i la rectoria.

## Personatges il·lustres
- Francesc Mirambell i Giol